# Kaspar Hauser (film, 1993)
Ne doit pas être confondu avec Kaspar Hauser (film, 1915).
Pour plus de détails, voir Fiche technique et Distribution.
Kaspar Hauser est un film allemand réalisé par Peter Sehr, sorti en 1993. Il est basé sur la vie énigmatique de Kaspar Hauser. 

## Fiche technique
- Titre : Kaspar Hauser
- Réalisation : Peter Sehr
- Scénario : Peter Sehr
- Musique : Níkos Mamangákis
- Photographie : Gernot Roll
- Montage : Heidi Handorf
- Production : Andreas Meyer
- Société de production : Arte, LFA, Multimedia Gesellschaft für Audiovisuelle Information, Sveriges Television, Telepool
- Société de distribution : TiMe Filmverleih (Allemagne), Silence On Parle (France)
- Pays de production :  Allemagne,  Autriche et  Suède
- Genre : Drame et historique
- Durée : 139 minutes
- Dates de sortie : 
  - Allemagne : 27 juin 1993 (Festival du film de Munich), 27 janvier 1994
  - France : 28 décembre 1994

## Distribution
- André Eisermann (VF : Thierry Ragueneau) : Kaspar Hauser
- Udo Samel (VF : Patrice Dozier) : Daumer
- Jeremy Clyde (en) : lord Stanhope
- Katharina Thalbach : la comtesse Hochberg
- Cécile Paoli : Stefanie Von Baden
- Hansa Czypionka : Hennenhofer
- Hermann Beyer : Feuerbach
- Dieter Mann : le baron Wedel
- Johannes Silberschneider : le tuteur Meyer
- Peter Lohmeyer : Leopold von Baden
- Tilo Nest : Carl von Baden
- Dieter Laser : Ludwig I. von Bayern
- Uwe Ochsenknecht : Ludwig van Baden
- Anja Schiller : Sophie von Baden
- Gerd Lohmeyer : Blochmann
- Franz Baumgartner : Mann
- Valerie Vail : Dalbonne
- Jan Skvor : Kasper enfant
- Oldrich Vlach : maire Binder
- Bohumil Vávra :
- Barbora Lukesová : Joséphine

## Distinctions
Le film a reçu trois nominations aux Deutscher Filmpreis et a remporté les trois prix : Meilleur film, Meilleur réalisateur et Meilleur acteur pour André Eisermann.